# オトシブミ
オトシブミ（Apoderus jekelii）はオトシブミ科の昆虫で、前翅が赤いのがよく目立つ。クヌギやクリ、ハンノキなどに揺籃を作る。ナミオトシブミとも呼ばれる。

## 特徴
体長は口吻を除いて7-10mmに達する甲虫で、この仲間ではかなり大きい方である。頭部は雄では長い倒卵円錐形、雌ではやや卵形。前胸背は雄では円錐形で前に伸びて前に向かって強く細まり、その後半部には横皺が多く、また中央には1つ縦溝があり、その両側には多少の強い点刻がある。これに対して雌では長さが幅よりも短く、両側面は丸みを帯び、前の端は首状に細まっている。要するにこの種では頭部の後方が細まり、前胸背の前方も細まって細い首のようになっているのであるが、雄ではそのどちらもが長く、雌ではそのどちらもが短くなっている。前翅の表面には点刻の列があるが、点刻はまばらで大きい。
体色は基本的には黒であるが前胸背の後縁から前翅が血赤色をしているのでその印象が強い。ただし時に全身が黒いものが見つかる。

## 生態など
年1化性で成虫で越冬する。春から初夏にかけて雌成虫はいわゆる揺籃を作る。対象とするのはクリ、ナラ、クヌギ、ハンノキなどで、葉にかみ傷をつくって巻き込み、その中に1個の卵を生み付ける。孵化した幼虫はこれを内側から食べて成長し、6-7月には新成虫が羽化してくる。雌成虫の生涯産卵数は20-30となる。
雄同士が雌を巡って戦うのが見られることがあり、その場合、二頭の雄は向かい合って後肢で立ち上がる姿勢を取り、そのままどちらかが立ち去るまで継続される。

### 揺籃の形式について
オトシブミ類の揺籃の作り方にはいくつかの方法があり、種によって決まっているが、本種の場合、複数の作り方を併用していることが知られる。多くの種は単一の作り方しか行わず、このように複数の作り方を使うものは例が多くない。
オトシブミ類が揺籃を作る際には、一般的には葉の縁から切れ目を入れ、そこより先を巻くのであるが、この際に片方からのみ切れ目を入れるのを単裁型、両端から切れ目を入れるのを両裁型と言うが、本種ではその両方が見られる。
- 単裁型においては雌は葉の端から主軸にほぼ垂直な線で切り込んでいき、主脈を越えたところまで切れ目を入れて止まり、葉が小さい場合には縁近くまで切り込む。次に主脈の葉裏の側にある程度一定の間隔で噛み傷を付け、主脈を中心に葉の表側を重ね合わせるように折り込む。これによって裁断線より先端側には二次的な表裏が出来るが、この二次的な裏面を内側にして巻き上げてゆき、裁断線まで巻き上げると二次的表面の最上部分を裏返しに反転させ、それによって本来の葉の表側が外側に向く。産卵は葉の先端側に行われる。

- 両裁型では、最初の切れ込みにおいて片方の葉の縁から主脈まで切り込んだ後、反対側の葉の縁からやはり主脈まで切り入れる。それ以降、主脈に噛み傷を付け、主脈を中心に表側を合わせるように折り畳み、巻き込んでゆく手順は単裁型とほぼ同じである。

このほか、本種では無裁型も知られている。これは葉の縁から切れ目を入れることなく、葉柄に近い主脈の部分に噛み傷を入れ、そこから先に向かって一定間隔で噛み傷を作るもので、そこから先は両裁型と同様に葉を二つ折りにした後に巻き上げてゆくものある。また両裁型と無裁型においては、揺籃ができあがった後、雌は揺籃の付け根の主軸をかみ切り、揺籃を落下させるのに対して、単裁型の揺籃は葉にくっつけた形で残す。

## 分布
日本では九州以北の各地で見られ、国外では朝鮮半島とシベリアから知られている。

## 類似種など
オトシブミ類には多くの種があるが、本種はその中でかなり大きく、また前翅の色がよく目立つので判別は容易であり、体色の変異はあるが、前翅の点刻が粗く大きいこと、その体形が胴長であることでも区別できる。

## 利害
クリの葉を切り取る害虫と言えるが、被害の程度は問題にならないほどでしかない。

## その他
作家の北杜夫は昆虫採集を趣味にしていたことで知られるが、その初期の頃に本種を採集した時の驚きについて記している。何しろ血のように赤い前翅であり、また一般のゾウムシとはかなり異なる頭部、胸部の形からその所属する科さえわからず、すっかり新種だと信じたとのこと。しかし昆虫図譜を見ると『普通種』とあり、がっかりしたという。